# 園田悠二
園田 悠二（そのだ ゆうじ、1982年4月2日 - ）は、福岡県出身の、日本の柔道選手。階級は73kg級。身長163cm。組み手は右組み。得意技は掬い投げ。

## 経歴
柔道は5歳の時に玉城道場で始めた。沖学園中学から沖学園高校へ進んだ。2001年に東海大学へ進学すると、1年の時には全日本ジュニア73kg級の決勝で世田谷学園高校2年の海老沼聖に敗れて2位だった。2年の時には学生体重別で3位となった。4年の時には選抜体重別で決勝まで進むも、旭化成の高松正裕に小外刈で敗れた。体重別団体では優勝した。イタリア国際で優勝すると、ロシア国際では3位となった。2005年には警視庁の所属になると、選抜体重別と講道館杯で3位、全国警察選手権では2位になった。2006年の選抜体重別では3位だった。その後に階級を81kg級に上げると、2008年には全国警察選手権で優勝した。

## 戦績
73kg級での戦績
- 2001年 - 全日本ジュニア　2位
- 2002年 - 学生体重別　3位
- 2004年 - 松前カップ　優勝
- 2004年 - 選抜体重別　2位
- 2004年 - イタリア国際　優勝
- 2004年 - 体重別団体 優勝
- 2005年 - ロシア国際　3位
- 2005年 - 選抜体重別　3位
- 2005年 - 全国警察選手権　2位
- 2005年 - 講道館杯　3位
- 2006年 - 選抜体重別　3位
- 2008年 - 全国警察選手権　優勝(81kg級)

(出典、JudoInside.com)